# Jakub Jan Václav Dobřenský z Černého Mostu
Jakub Jan Václav Dobřenský z Černého Mostu či ze Schwartzbrugku (latinsky Jacobus Joannes Wenceslaus Dobrzenski de Nigro Ponte; 1623, Praha – 3. března 1697, Praha) byl český lékař, alchymista, astronom, přírodovědec, profesor a rektor Univerzity Karlovy. Je považován za průkopníka patologické anatomie v českých zemích.

## Život
Narodil se roku 1623 v Praze, jeho dědem byl Václav Dobřenský z Černého Mostu. Vystudoval lékařství a filozofii na Univerzitě Karlově, kde se také stal žákem lékaře Jana Marka Marci z Kronlandu. Vzdělával se však i na italských univerzitách ve Ferraře a Bologni, kam se vydal zřejmě z podnětu svého učitele Jana Marka Marciho.
Roku 1662 získal na Karlově univerzitě doktorát z medicíny, v roce 1664 na pražské univerzitě začal přednášet. V sedmdesátých letech 17. století v některých domech v Praze zřídil alchymistické laboratoře, v nichž prováděl chemické pokusy a též usiloval o výrobu elixírů. V letech 1670–1671 a 1685–1686 zastával úřad rektora Univerzity Karlovy. Mezi roky 1683–1684 rovněž vykonával funkci děkana lékařské fakulty pražské univerzity. Zasazoval se také o výuku studentů přímo u lůžka nemocného. Dobřenský zemřel 3. března 1697 v Praze.
Jméno Jakuba Jana Václava Dobřenského bylo umístěno pod okny Národního muzea spolu s dalšími osobnostmi, viz Dvaasedmdesát jmen české historie.

## Dílo (výběr)
Dobřenský pokračoval v díle svého učitele Jana Marka Marciho, publikoval spisy z oblasti chemie, činil výzkumy o všehojivé tinktuře (ovšem bez úspěchu). Jeho populární tvorbou bylo vydávání česky psaného kalendáře po dobu 27 let.
- Discursus astrophilomanticus, To gest důwtipné o Obloze nebeské Rozmlauwanj w němž přiběhy, připadností, proměny aučinliwostj gak na Swětljch nebeských, tak na těchto Těljch dolegssych (1665) – kalendář, psán česky[5]
- Veřejná a přirozená před nemocemi obrana (1679) – Spis vyšel ve třech jazycích (česky, německy a latinsky). Toto dílo Dobřenský sepsal v průběhu morové epidemie v českých zemích, zároveň v něm uvádí, jak tělo nemocného člověka vypuzuje látky, kvůli nimž onemocní další lidé.[2]
- S Pranostykau hwězdarskau Nowy Kalendarz podle Naprawenj Rzehorze Papeže toho gmena XIII. (1685) – česky psaný kalendář[6]